# 希南戈
希南戈（英語：Chenango）是位于美国纽约州布鲁姆县的一个镇，地处布鲁姆县东部、宾汉姆顿东北。2010年美国人口普查时，该镇有11,252人。最早的定居者于1787年左右来到此地。1791年希南戈县成立，也是布鲁姆县最早的城镇之 一。